# 運動性エロモナス敗血症
運動性エロモナス敗血症（うんどうせいエロモナスはいけつしょう、英:motile aeromonad disease）とはエロモナス・ハイドロフィラ（Aeromonas hydrophila）感染を原因とする魚類の感染症。ウナギの鰭赤病、コイやキンギョの立鱗病（松かさ病）、赤斑病などが含まれる。
Aeromonas hydrophilaの菌の発育可能条件は5〜40℃、pHは6〜11、塩分濃度は0〜4%と、淡水においては極めて適応力の強い菌である。選択培地としてリムラーショット培地が存在する。

## 原因
1. エロモナスに感染
2. 肝機能障害
3. 浸透圧異常

環境変化（水質・水温）、有機物汚染、他種病原微生物の感染が発病誘因。

## 飼育魚に対する対策

### 予防
根本的な原因としてはストレス、免疫力の低下などがあげられ、過密飼育を避けたり、定期的な水替えやフィルターの洗浄、傷がつくのを避けるため水層内に飾るアクセサリーなどの突起に気を付けることが必要。
よほど劣悪な環境でなければめったに感染しないため水槽の管理は大切。

### 治療
アメリカでは、1989年までテトラサイクリンを使っていたが、その年に耐性菌が出現し使われなくなった。現在では合成抗菌剤のオキソリン酸（商品名：観パラD、グリーンFゴールドリキッド、水産用パラザンなど）での薬浴が推奨されている。ニフルスチレン酸ナトリウム（商品名：エルバージュエース）やスルファメラジンナトリウム（商品名：グリーンFゴールド顆粒）といった他の抗菌剤や、餌にオキソリン酸を配合した経口投与薬（商品名：パラキソリンF）を用いる場合もある。薬浴は少しの塩を同時に入れて行うと良い。部分的な症状での局所治療ではメチレンブルー、マラカイトグリーン、過酸化水素、マーキュロクロムなどでの薬浴も効果が認められている。
ただ、進行すると内臓が壊れているため完治が難しく、「直す病気」というよりは「予防する病気」という位置づけがふさわしい

## 症状

### 初期
食欲もあり泳ぎ方が多少鈍い程度

### 進行すると
あまり動かず水底でじっとしている。また、うろこがどんどん開いてくる。
この辺りまでには気づきたいもの

### さらに進むと
口に潰瘍ができたりひれや尾が腐る。便秘で腹が張り排せつ物の腐敗が進行。細菌が増殖して内臓破壊も起こる。
ここまで進行すると病気は治っても内臓が壊れているため完治が難しい

### 末期
体が一層膨れ、眼球が突出して体表の粘膜もはがれる。内臓破壊が進行することにより平衡失調、えらの機能不全による呼吸困難や低酸素症など諸症状が起き死亡する。